# Marionodes diehlalis
Marionodes diehlalis är en fjärilsart som beskrevs av Pierre E.L. Viette 1953. Marionodes diehlalis ingår i släktet Marionodes och familjen mott. Inga underarter finns listade i Catalogue of Life.